# Kokutai
Pour les articles homonymes, voir Kokutai (homonymie).
Kokutai (kyūjitai : 國體 ; shinjitai : 国体 ; littéralement « organisme/structure national(e) ») est un mot politiquement chargé en japonais, traduisible par « souverain », « identité nationale ; essence nationale ; caractère national » ou « politique nationale ; corps politique ; entité nationale » ; « base pour la souveraineté de l'empereur ; constitution japonaise ». « Souverain » est peut-être la traduction la plus simple. Dans le Japon d'avant la Seconde Guerre mondiale par exemple, seul l'empereur est souverain tandis que dans d'autres pays, la souveraineté est détenue ou partagée par le peuple collectivement, par une législature et/ou un monarque.

## Étymologie
Kokutai apparaît comme mot composé sino-japonais du guoti chinois (chinois simplifié : 国体 ; chinois traditionnel : 國體 ; pinyin : guótĭ ; Wade : kuo-t'i) signifant « système politique d'État, structure gouvernementale nationale ». Ce mot composé japonais unit koku < chinois guo (國/国, « pays, nation, province, terre ») et tai < ti (體/体, « corps, substance, objet, structure, forme, style »). Selon le Hanyu da cidian, les exemples les plus anciens de guoti se trouvent dans les textes classiques chinois. Le Guliang zhuan (榖梁傳, « commentaire de Guliang ») du IIe siècle avant notre ère des Annales des Printemps et Automnes emploie dafu (大夫, « grand ministre, haut fonctionnaire ») pour guoti, signifiant métaphoriquement « incarnation du pays ». L'histoire de l'empereur Han Chengdi dans le Livre des Han du Ier siècle de notre ère emploie guoti pour signifier « lois et gouvernance » des fonctionnaires confucianistes.

## Avant 1868
Les origines historiques du kokutai remontent aux périodes pré-1868, en particulier l'époque des Tokugawa (1603-1868).
Aizawa Seishisai (会沢正志斎, 1782-1863) est une autorité en matière de néo-confucianisme et dirigeant du Mitogaku (水戸学, école Mito) qui soutient ouvertement la restauration de la maison impériale du Japon. Il popularise le mot kokutai dans ses Shinron (新論, « Nouvelles thèses ») de 1825 qui introduisent également le terme Sonnō jōi (« Vénérer l'Empereur, expulser les barbares »).
Aizawa développe ses idées du kokutai en utilisant les arguments savants de Motoori Norinaga (1730-1801) selon lesquels les mythes nationaux japonais qui se trouvent dans le Kojiki et le Nihon shoki sont des faits historiques et croit que l'empereur est un descendant direct de la déesse du soleil Amaterasu Omikami. Aizawa idéalise cet ancien Japon divinement dirigé comme une forme de saisei itchi (祭政一致, unité de la religion et du gouvernement) ou théocratie. Pour les premiers chercheurs néo-confucéens japonais, écrit le linguiste Roy Andrew Miller (1982, p. 93), « le kokutai signifiait encore quelque chose de plutôt vague et mal défini. C'était plus ou moins le “corps de la nation” ou “structure nationale” japonaise ».

## De 1868 à 1945
Kokutai prend une nouvelle signification lorsque l'empereur Meiji reprend l'ensemble de ses pouvoirs avec la restauration de Meiji en 1868. De l'ère Meiji à l'ère Showa, soit de 1868 à 1945 (période pré-Seconde Guerre mondiale), kokutai signifie « gouvernance par le Tennō ».

### De 1868 à 1890
Katō Hiroyuki (1836-1916) et Fukuzawa Yukichi (1835-1901) sont des érudits de l'ère Meiji qui analysent la domination de la civilisation occidentale et exhortent la nation japonaise au progrès.
En 1874, Katō écrit le Kokutai shinron (國體新論, Nouvelle théorie de l'organisme/structure national), qui critique les théories traditionnelles chinoise et japonaise de gouvernement et, en adoptant les théories occidentales des droits inaliénables, propose une monarchie constitutionnelle pour le Japon. Il opère la distinction entre kokutai et seitai (政体, « corps/structure gouvernemental ») ainsi que l'explique Brownlee :

« La distinction kokutai-seitai permet aux conservateurs d'identifier clairement comme kokutai, essence nationale, les aspects immuables, “originellement japonais” et éternels de leur système politique, dérivés de l'histoire, de la tradition et de la coutume et concentrés sur l'empereur. La forme de gouvernement seitai, concept secondaire, est alors constituée des arrangements historiques nécessaires à l'exercice de l'autorité politique. Le seitai, la forme de gouvernement, est historiquement contingente et a changé à travers le temps. Le Japon a connu successivement un contrôle direct par les empereurs des temps anciens, la domination des régents Fujiwara puis sept cents ans de pouvoir des shoguns, suivis de nouveau par le gouvernement présumé direct des empereurs après la restauration de Meiji. Chacun était un seitai, une forme de gouvernement. Selon cette interprétation, le système moderne de gouvernement en vertu de la constitution Meiji, dérivé cette fois de sources étrangères, n'est rien de plus qu'une autre forme de gouvernement japonais, un nouveau seitai. La Constitution n'a rien de fondamental. (2000, p. 5). »

Fukuzawa Yukichi est un important auteur et traducteur pour l'ambassade japonaise aux États-Unis (1860). Son ouvrage Bunmeiron no gairyaku (文明論の概略, Esquisse d'une théorie des civilisations, 1875) contredit les idées traditionnelles relatives au kokutai. Il fait valoir que ce concept n'est pas unique au Japon et que chaque nation peut être considérée comme ayant un kokutai, une « souveraineté nationale ». Tandis que Fukuzawa respecte l'empereur du Japon, il estime que le kokutai ne dépend pas des mythes d'une origine ininterrompue depuis Amaterasu.

### Constitution Meiji
La Constitution de l'empire du Japon de 1889 crée une forme de monarchie constitutionnelle avec l'empereur souverain comme incarnation du kokutai et le seitai, « les organes de gouvernement ». L'article 4 déclare que « l'empereur est à la tête de l'Empire, concentrant en sa personne les droits de souveraineté », réunissant les branches de l'exécutif, du législatif et du judiciaire du gouvernement, quoique soumis au « consentement de la Diète impériale ». Ce système utilise une forme démocratique mais dans la pratique est plus proche de la monarchie absolue. La juriste Josefa López note qu'en vertu de la constitution Meiji, le kokutai  acquiert une signification supplémentaire.

« Le gouvernement a créé un tout nouveau et parfait système de culture autour du Tenno [empereur] et le kokutai est l'expression de celui-ci. En outre, le kokutai est la base de la souveraineté. Selon Tatsukichi Minobe, le kokutai est compris comme la “forme du domaine” au sens de ”Tenno comme l'organe de la propriété”, tandis que les autoritaires donnent au kokutai un pouvoir mystique. Le Tenno est un “dieu” parmi les “humains”, l'incarnation de la morale nationale. Cette notion de kokutai est extra-juridique, quelque chose de plus culturel que positif. (2006, n. p.) »

Cet état d'esprit provient du rejet par Itō Hirobumi de quelques notions européennes considérées comme inappropriées pour le Japon car issues de la pratique constitutionnelle européenne et du christianisme. Les références au kokutai sont la justification de l'autorité de l'empereur par son origine divine, de la lignée ininterrompue des empereurs et de la relation unique entre sujet et souverain. La philosophie politique accorde beaucoup d'importance à l'élément « État-famille ». Beaucoup de conservateurs soutiennent ces principes au cœur du Nihon gunkoku shugi, le « japonisme », comme alternative à l'occidentalisation rapide.

### Démocratie Taishō
De la révolution Xinhai jusqu'à la promulgation des lois de préservation de la paix (1911-1925), apparaît la « démocratie Taishō », plus important mouvement pour la démocratie antérieur à la Seconde Guerre mondiale. Durant la démocratie Taishō, le théoricien politique Sakuzō Yoshino (1878-1933) rejette la démocratie occidentale minshu shugi (民主主義, littéralement principe du gouvernement par le peuple) et propose un compromis avec la démocratie impériale minpon shugi (民本主義, principe basé sur le peuple). Cependant, tandis que le nationalisme japonais se développe, des questions se posent quant à savoir si l'empereur kokutai peut être limité par le gouvernement seitai.
Les lois de préservation de la paix de 1925 interdisent à la fois la formation et l'appartenance à une organisation qui propose de modifier le kokutai ou l'abolition de la propriété privée, criminalisant de fait le socialisme, le communisme, le républicanisme, la démocratie et autres idéologies anti-Tenno. La Tokubetsu kōtō keisatsu (« police spéciale supérieure ») est créée comme type de police de la Pensée pour enquêter sur les groupes politiques qui peuvent menacer l'ordre social du Japon centré sur le Tenno.

### Dans le cadre des lois de préservation de la paix
Tatsukichi Minobe (1873-1948), professeur émérite de droit à l'université de Tokyo, émet l'hypothèse que dans le cadre de la Constitution Meiji, l'empereur est un organe de l'État et non un pouvoir sacré au-delà de l'État, ce qui est considéré comme un crime de lèse-majesté. Minobe est nommé à la Chambre des pairs en 1932 mais contraint à la démission après une tentative d'assassinat et des critiques véhémentes qui l'accusent de déloyauté vis-à-vis de l'empereur.
De grands efforts sont faits pour fomenter un « esprit japonais », même dans la culture populaire, comme dans la promotion de la « Chanson de Jeune Japon ».
Braves guerriers réunis en justice
Dans l'esprit d'une compétition pour un million –
Prêts comme les innombrables sakura à disperser
Dans le ciel printanier de la restauration de Shōwa.
Les débats nationaux relativement au kokutai conduisent le Premier ministre, le prince Fumimaro Konoe à nommer un comité constitué des principaux professeurs du Japon pour délibérer sur la question. En 1937, ils publient le Kokutai nohHongi (國體の本義, Principes cardinaux de l'organisme/structure national ; voir Gauntlett et Hall, 1949). Miller en donne cette description :

« Le document connu sous le nom Kokutai no hongi est en fait une brochure de 156 pages, publication officielle du ministère japonais de l'Éducation, publié pour la première fois en mars 1937 et par la suite distribué à des millions d'exemplaires à travers l'archipel et l'Empire. Il contient l'enseignement officiel de l'État japonais sur tous les aspects de la politique intérieure, les affaires internationales, la culture et la civilisation. (1982, p. 92) »

Il indique clairement son but : vaincre les troubles sociaux et développer un nouveau Japon. De cette brochure, les élèves apprennent à mettre la nation avant eux et qu'ils font partie de l'État et n'en sont pas séparés. Elle les informe également du principe du hakkō ichiu, qui sera utilisé pour justifier l'impérialisme.
Brownlee conclut qu'après la proclamation du Kokutai no Hongi :

« Il est clair qu'à ce stade de l'histoire, ils n'ont plus affaire à un concept pour générer l'unité spirituelle comme Aizawa Seishisai en 1825 ou à une théorie politique du Japon conçue pour accueillir les institutions modernes de gouvernement, comme la Constitution Meiji. Le comité de professeurs de prestigieuses universités cherche à définir les vérités essentielles du Japon qui peuvent être qualifiées de religieuses ou même métaphysiques parce qu'elles exigent la foi au détriment de la logique et de la raison. (2006, p. 13) »

Le ministère de l'Éducation promulgue le manuel dans l'ensemble du système scolaire.
En 1937, la « purification par l'élection », à l'origine visant la corruption, exige qu'aucun candidat n'incite les gens à l'opposition soit à l'armée ou à la bureaucratie. Cela est nécessaire parce que les électeurs doivent soutenir la domination impériale.
Quelques objections à la fondation du Taisei yokusankai ou « Association d'aide à la gouvernance impériale » apparaissent au prétexte que le kokutai exige déjà que tous les sujets de l'empire soutiennent la domination impériale.
Pour les dirigeants de la « clique fasciste nationaliste » du Japon écrit Miller (1982, p. 93), le « kokutai est devenu un terme commode pour désigner toutes les façons dont ils croient que la nation japonaise, en tant que politique ainsi qu'entité raciale, est à la fois différente et supérieure à toutes les autres nations de la terre ».
Ce terme, et ce qu'il signifie, est largement inculqué dans la propagande. Les dernières lettres des pilotes kamikaze expriment, avant tout, que leurs motivations sont la gratitude envers le Japon et à son empereur comme l'incarnation du kokutai. Un marin peut donner sa vie pour sauver l'image de l'empereur dans un sous-marin.
Pendant la Seconde Guerre mondiale, les intellectuels participant à une conférence consacrée à la nécessité de « surmonter la modernité » proclament qu'avant la restauration de Meiji, le Japon était une société sans classes sous l'autorité d'un empereur bienveillant mais que la restauration a plongé la nation dans le matérialisme occidental (un argument qui ne tient pas compte du mercantilisme ni de la culture paillarde de l'ère Tokugawa), qui a amené les gens à oublier leur nature, ce que la guerre leur permettra de récupérer.
Les syndicats « japonistes » cherchent à gagner du soutien en désavouant la violence et promettant une aide pour la nation et l'empereur. Néanmoins, en raison de la méfiance vis-à-vis des syndicats de ces unités, les Japonais vont les remplacer par des « conseils » dans chaque usine, comprenant à la fois des représentants de la direction et des travailleurs afin de prévenir les conflits. Comme les conseils nazis qu'ils copient, cela fait partie d'un programme pour créer une unité nationale sans classes.
Parce que beaucoup de religions ont des personnages mythiques qui détournent de l'empereur central, elles sont attaquées, telle la secte Ōmoto condamnée pour adorer des figures autres qu'Amaterasu et en 1939, l'organisation religieuse autorise l'interdiction des religions qui ne se conforment pas à la Voie impériale, possibilité que les autorités utilisent rapidement.

## Depuis 1945
Après la capitulation du Japon en 1945, l'importance du kokutai diminue. À l'automne 1945, le commandement suprême des forces alliées interdit la diffusion du manuel Kokutai no hongi et abroge les lois de préservation de la paix (15 octobre 1945). Avec la promulgation de la Constitution de l'État du Japon (3 mai 1947), la souveraineté du Tenno et le crime de lèse-majesté sont abrogés.
Néanmoins, certains auteurs, dont Miller (1982, p. 95), estiment que des éléments du kokutai japonais « sont tout aussi vivaces aujourd'hui que dans le passé ».

## Source de la traduction
- (en) Cet article est partiellement ou en totalité issu de l’article de Wikipédia en anglais intitulé « Kokutai » (voir la liste des auteurs).